# Емилиано Сала
Емилиано Сала (на испански: Emiliano Sala) е аржентински футболист от италиански произход, нападател.

## Кариера

### Ранна
Сала започва да тренира футбол в Сан Мартин де Прогресо, където остава до 15-годишна възраст. След това той се премества в Сан Франциско, Кордоба, за да играе на футболното училище Проекто Кресер, след като е забелязан от скаут. Клубът е пряко свързан с испанския клуб Майорка и френския Бордо, които проучват местните играчи в района. След като се присъединява към клуба, той се премества в пансион с други играчи от школата на клуба.
През 2009 г., докато живее в Гранада, Испания, той е препоръчан на португалския ФК Крато от колега аржентински футболист, който играе там и се присъединява към португалския отбор. Сала изиграва един официален мач за Крато, като вкарва два гола, но изведнъж решава да напусне клуба и да се върне в Аржентина, твърдейки, че приятелката му е „в беда“ в родината си.

### Бордо
На 20-годишна възраст, през сезона 2010/11, Сала се премества в Европа, за да подпише за Бордо. След пристигането си във Франция, Сала за кратко заживява с треньора на юношите на клуба Марсело Вада и неговия син, съотборникът на Сала Валентин Вада, които са от същия регион на Аржентина.
След като преминава през резервния отбор на клуба, Сала се разочарова от липсата на игрово време в първия отбор, а агентът му го предлага на няколко италиански клуба, включително Соренто. На 8 февруари 2012 г. Сала прави своя професионален дебют за Бордо в Купата на Франция срещу Олимпик Лион, като заменя в 105-ата минута Жусие.
Сала не успява да се наложи в първия отбор и Бордо се надява да го прати под наем, за да придобие опит. Очаква се да подпише с отбор в Испания, но агентът му отхвърля хода, като иска Сала да остане във Франция. Той се присъединява към Орлеан, който играе в Шампионат национал. Там вкарва 19 гола в 37 мача, а Орлеан завършва на 9-о място.
На 2 юли 2013 г. Сала се съгласява да сключи договор под наем с Ньор за целия сезон 2013/14.
В началото на сезон 2014/15 Сала е взет в първия отбор на Бордо от треньора Вили Саньол. През пролетта е преотстъпен на Каен. Дебютира за Каен на 1 февруари 2015 г. при победата с 1:0 над Сент Етиен.

### Нант
На 20 юли 2015 г. Сала преминава в Нант с договор за 5 години, срещу 1 милион евро. Дебютира за Нант в деня на откриването на сезона 2015/16, по време на победата с 1:0 над Гингам. През януари 2016 г. Нант отхвърля оферта от 3 милиона паунда от Уулвърхямптън Уондърърс за Сала. В първия си сезон, въпреки че е отбелязал само 6 гола, той завършва годината като голмайстор на клуба.
В началото на сезон 2018/19 Сала е оставен на пейката от треньора Мигел Кардосо, който предпочита Калифа Кулибали като титулярен нападател на клуба. Турския Галатасарай прави последна оферта за Сала в последния ден на летния трансферен прозорец, но сделката пропада. Сала има само 2 мача, преди треньорът да бъде уволнен през октомври 2018 г. Вахид Халилходжич е назначен за нов треньор на клуба и в първия си мач, на 20 октомври 2018 г. Сала вкарва хеттрик в домакинската победа с 4:0 срещу Тулуза. Така той става първият играч на Нант, който вкарва 3 гола в мач от Лига 1, след като Мамаду Диало прави това срещу ФК Сошо през февруари 2006 г.

### Кардиф Сити
На 19 януари 2019 г. Сала е закупен от Кардиф Сити срещу 15 милиона паунда. Трансферът чупи предишния клубен рекорд от 11 милиона паунда, платени за Гари Медел през 2013 г. Сала отхвърля оферта от клуб в китайската Суперлига, за да се присъедини към Кардиф, въпреки че му е предлагана по-висока сума за трансфер и заплата, поради желанието си да играе в Премиършип.

## Фатален инцидент
След като преминава медицински прегледи в Кардиф, Сала се връща в Нант сутринта на 19 януари 2019 г. със самолетен полет, организиран от футболния агент Марк Маккей. Неговото намерение е да се върне в Кардиф на 21 януари, за да участва в първата тренировка с новия си клуб на следващата сутрин.
На 22 януари 2019 се съобщава за „истинска загриженост“, че Сала е бил на борда на изчезнал самолет – „Пайпър Малибу“, който е летял от Нант до Кардиф. Самолетът изчезва до остров Олдърни на 21 януари около 21:30 ч. местно време. По-късно същия ден е потвърдено, че Сала е бил пътник на борда на изчезналия самолет. На 23 януари 2019 г. е заявено, че няма надежда за намиране на оцелели във водата.
Аудиосъобщение, което се твърди, че е изпратено от Сала на приятелите си чрез WhatsApp от самолета, е публикувано от аржентинската медия Olé:
| „ | Здравейте, братя, как сте? Леле, уморен съм. Бях в Нант, като се грижех за неща, неща, неща, неща, неща и никога не спрях, никога не спрях, никога не спрях. Както и да е, момчета, аз съм в самолет, за който ми се струва, че ще се разпадне на парчета, а аз отивам в Кардиф. Това е лудост, ние започваме утре. Тренировка следобед, момчета, с новия ми отбор… Нека да видим какво ще стане. И така, как върви при вас, всичко добре ли е? Ако след час и половина нямате новини от мен, не знам дали ще изпратят някой да ме потърси, защото няма да могат да ме намерят, но ще знаете… Момчета, уплашен съм! | “ |

В 15:15 GMT на 24 януари 2019 г. полицията в Гърнзи обявява, че е прекратява търсенето на самолета.
Тялото на Сала е открито сред останките на самолета на 7 февруари 2019 година.